# Lundehund
El Lundehund (Norsk Lundehund) es una raza de perro pequeña de tipo spitz, originaria de Noruega.

## Nombre
Su nombre se compone del prefijo Lunde, del noruego lundefugl (frailecillos), y el sufijo hund, que significa perro. La raza  se desarrolló para la caza de estas aves y sus huevos.

## Apariencia

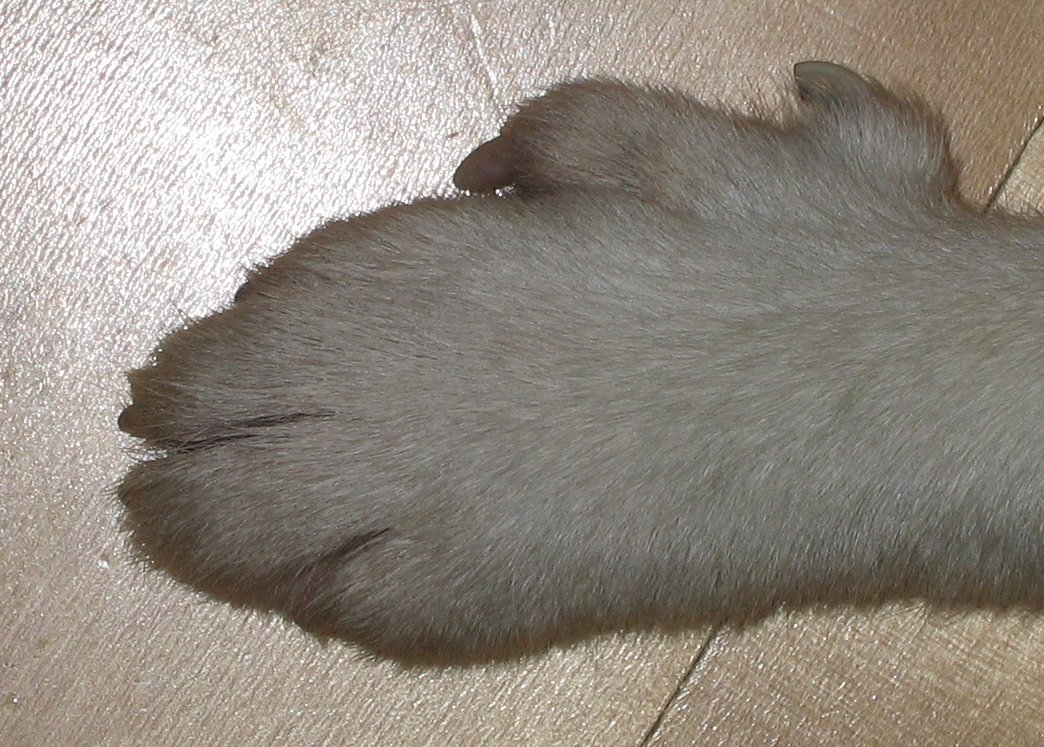
El Lundehund tiene 6 dedos

El Lundehund es un Spitz de tamaño pequeño y rectangular, con una amplia variedad de movilidades en las uniones de sus huesos, lo que le hace capaz de entrar por pasadizos pequeños e intrincados.
Son perros capaces de girar la cabeza hacia atrás sobre la espina dorsal y doblar las patas traseras hacia los lados en un ángulo de 90° como los brazos de los humanos, además de tener seis dedos en los pies. Posee articulaciones en la nuca, cosa que otras razas no tienen. Es muy flexible en el área de los hombros.
- Tamaño: Macho 35-38 cm., Hembra 32-35 cm.

- Peso: Macho unos 7 kg., Hembra unos 6 kg.

## Cabeza
Despejada, de anchura mediana, en forma de cono.
Cráneo: ligeramente redondeando con arcadas supraciliares salientes. Stop pronunciado pero sin exceso.
Hocico : en forma de cono y de longitud mediana. 
Caña nasal ligeramente convexa.

Mandíbulas: se prefiere la dentadura en tijera. No debería penalizarse la dentadura en tenaza ni el prognatismo moderado del maxilar inferior; muy extendida la falta de premolares de ambos lados.
Ojos: ojo ligeramente en almendra y no prominente; el iris es marrón amarillento; la pupila está rodeada de un halo oscuro, más o menos ancho.
Orejas: las orejas triangulares, de tamaño mediano, son anchas en la base, llevadas erguidas y muy móviles; el cartílago del pabellón tiene la facultad de poder retraerse de modo que la oreja se pliega y se dobla de manera específica, ya hacia atrás, ya en ángulo recto hacia arriba con objeto de cerrar el conducto auditivo.

## Cuello
Despejado, de longitud mediana, bastante fuerte, con un collarín relativamente guarnecido.

## Cuerpo
Rectangular. Fuerte. Línea de la espalda recta; grupa ligeramente caída; pecho de anchura mediana, largo, relativamente bien descendido y espacioso, no debiendo presentar la forma de un tonel.
Vientre ligeramente recogido.

## Cola
Implantada alta, de longitud mediana, bien provista de pelos, pero sin penacho. Llevada ya en anillo, ya ligeramente enroscada sobre la espalda, ya caída. No debe ser enroscada como la del Buhund, el Elghund o el Spitz, ni caer a un lado. Cuando un olor o un ruido le llaman la atención al perro la cola cae y su extremidad forma un gancho.

## Miembros
Delanteros: Sin angulación excesiva.
Antebrazos rectos: Pies de forma oval, ligeramente girados hacia el exterior, con seis dedos por lo menos (cinco de los cuales se deben apoyar en el suelo).
Ocho almohadillas en cada pie. Los dos dedos internos, formados respectivamente por tres y dos falanges y dotados de un sistema ligamentar y muscular, hacen que el miembro parezca sólido.
Traseros: Angulación moderada. Fuertes.
Muslos musculosos. 
Pies de forma oval, ligeramente girados hacia el exterior con seis dedos por lo menos (cuatro de los cuales se apoyan en el suelo). 
Siete almohadillas en cada pie, estando soldado el del medio, el más importante por el tamaño, a las almohadillas internas correspondientes a los dedos internos.
Cuando el perro está de pie sobre una superficie plana, el peso del cuerpo debe estar repartido aplomado sobre las almohadillas. La posición de los traseros es un poco apretada.

## Movimientos
Paso ligero y elástico. 
Movimiento rotativo externo de los miembros delanteros, característico de la raza. 
Movimiento recto de los miembros traseros.

## Capa
Pelo denso y tupido. Pelo corto en la cabeza y la parte delantera de los miembros, más abundante a la altura del cuello, en la parte trasera de los muslos y a la altura de la cola, pero sin penacho. Subpelo suave.

## Color
Siempre combinado con blanco; de bermejo a leonado; capa más o menos moteada de pelos con las extremidades negras; gris; blanco con manchas oscuras. En general, las extremidades de los pelos oscurecen conforme envejece el ejemplar.